# Pazo de los Cru y Montenegro
El Pazo de los Cru y Montenegro , también conocido como Casa del Arco , es un pazo urbano situado en la plaza de Méndez Núñez, en el centro histórico de la ciudad española de Pontevedra. 
Se trata de uno de los inmuebles más representativos de la ciudad por los linajes nobiliarios a los que estuvo vinculado desde el siglo XV y por su importancia cultural en el siglo XIX, especialmente durante su etapa ligada a la familia Muruais y a las tertulias literarias que allí se celebraban.

## Historia
La Casa del Arco fue levantada en el siglo XV por la familia Cruu (o Cru), una de las estirpes más destacadas de la Pontevedra medieval. La segunda generación del linaje construyó la torre almenada, casa y huerto que configuraron el pazo original. Juan Cruu, considerado el fundador del linaje tras su matrimonio con Inés Ares de Aldao y Sotomayor, fue regidor perpetuo de Pontevedra y primer propietario de esta casa solar. A lo largo de los siglos, la propiedad pasó por manos de los Novoa, Sarmiento, Lanzós, Saavedra, Valladares, Montenegro y Ponte, reflejando la continuidad del poder nobiliario sobre este inmueble.
En el siglo XIX, la casa, propiedad entonces de los marqueses de Valladares, adquirió un especial renombre cuando fue habitada por la familia Méndez Núñez. Allí residió Soledad Méndez Núñez, figura destacada en la vida social pontevedresa, y allí falleció en 1869 el célebre almirante Casto Méndez Núñez, héroe de la batalla del Callao. Durante esta etapa alcanzó su máximo esplendor social y urbano.
Tras esa época, la marquesa de Valladares la vendió en 1885 a Pedro Martínez Casal y Soledad Muruais Rodríguez, tras su matrimonio. Con ellos comenzó una nueva etapa marcada por el lujo y la influencia política, pues Martínez Casal fue una de las personalidades más ricas e influyentes de Pontevedra, alcalde en dos ocasiones y promotor de la Caja de Ahorros Municipal. La pareja realizó la remodelación en profundidad del pazo adaptando la fachada barroca al eclecticismo imperante y plantó el característico magnolio en el jardín elevado al noreste de la propiedad.
Al mismo tiempo, desde 1888 la casa acogió a Jesús Muruais Rodríguez, hermano de Soledad, y a su mujer, viviendo ambas familias de forma independiente en el pazo con entradas por la calle Don Gonzalo (Pedro y Soledad) y por la plaza de Méndez Núñez (Jesús y Carmen). Jesús Muruais instaló en el bajo del pazo su biblioteca a finales del siglo XIX. Aquella colección que reunía las publicaciones más recientes llegadas de Francia y de otros países, así como amplias colecciones de catálogos bibliográficos, postales, revistas y periódicos, se convirtió en una de las más notables y cosmopolitas de Galicia y dio origen a una tertulia literaria frecuentada por intelectuales como Valle-Inclán, Víctor Said Armesto, Torcuato Ulloa, Ernesto Caballero o Casto Sampedro. La llamada Casa del Arco se consolidó como un espacio de referencia cultural en la ciudad.
Tras la muerte de Jesús Muruais en 1903 y de Pedro Martínez Casal en 1926, la casa continuó habitada por sus descendientes hasta mediados del siglo XX. La última heredera directa fue Soledad Muruais Carrillo, que en 1943 impulsó su última gran restauración y residió en ella hasta su muerte. Posteriormente, la vivienda fue ocupada por la familia Quintáns. En 1987 parte del inmueble pasó a albergar el Centro de Estudios de educación especial Méndez Núñez y en 1994 otra parte la ocupó durante unos años Televisión Pontevedra.
El 26 de junio de 2003 se instaló delante del pazo una estatua de Valle-Inclán, que se formó y entró en el mundo de la literatura en la importante biblioteca del pazo, de la que era asiduo.

## Descripción

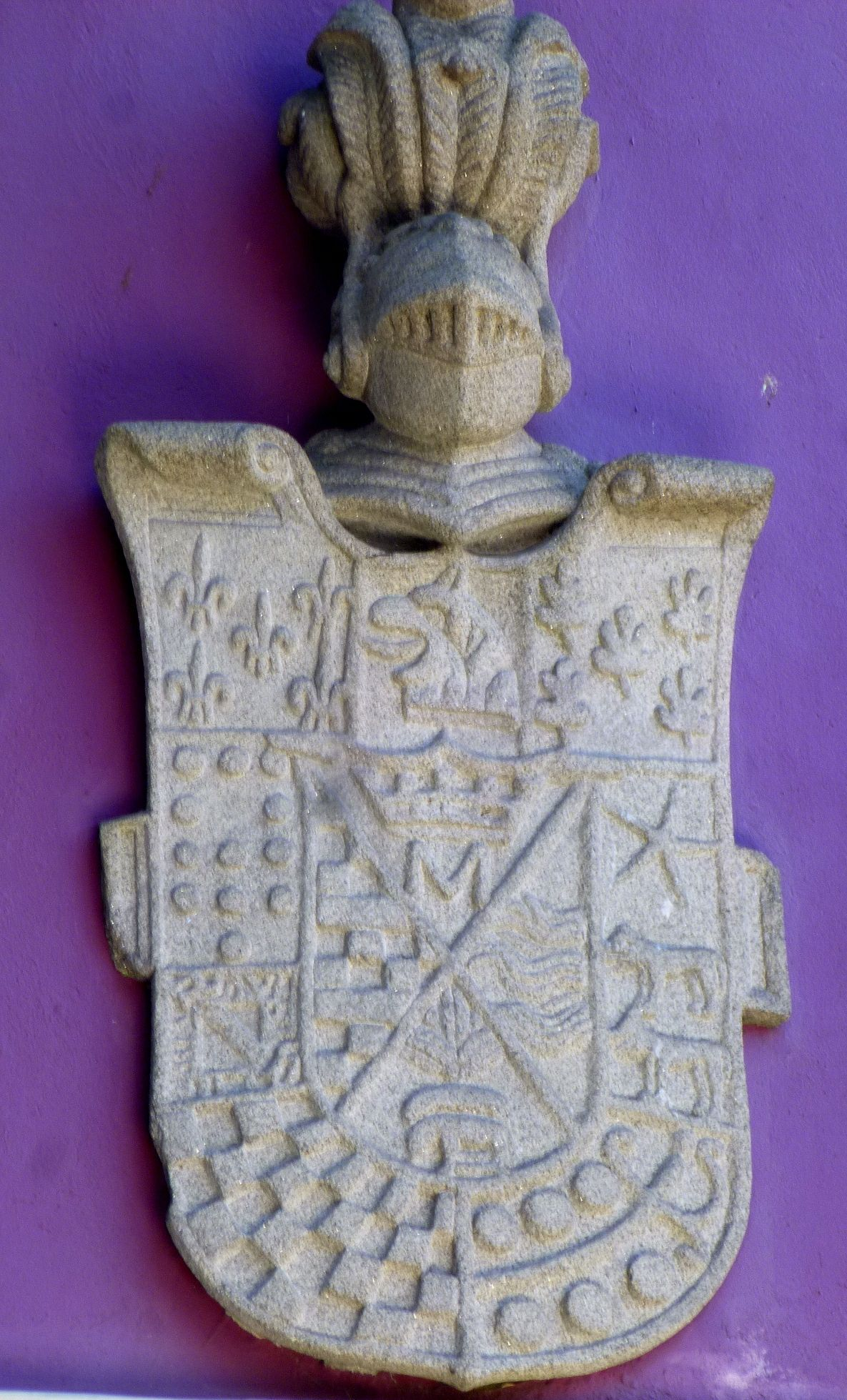
Escudo de armas del pazo.

El edificio responde a los cánones de un pazo urbano reformado en el siglo XIX siguiendo los gustos del eclecticismo arquitectónico, caracterizado por su sobriedad en la composición y la introducción de elementos ornamentales que refuerzan su carácter señorial. Destaca por la composición simétrica de la fachada y la presencia de balcones y molduras decorativas encima de las ventanas y puertas balconeras.
La conocida como Casa del Arco debe su nombre al arco de medio punto que atraviesa su base en el lateral izquierdo, permitiendo la conexión entre la plaza de Méndez Núñez y la calle Don Gonzalo. Este antiguo elemento estructural, que integra el edificio en la trama urbana, es uno de sus rasgos más característicos y ha perdurado como vestigio de su construcción original.
El edificio actual es el resultado de sucesivas remodelaciones, especialmente la realizada a finales del siglo XIX por los Martínez Casal y los Muruais. De la primitiva torre almenada, conocida como Torre de Millán, solo se conserva parte de la estructura en el sector derecho, reconocible en el abuhardillado superior como un tejado convencional y en la presencia de un escudo familiar.  La fachada principal se compone de dos cuerpos: el inferior, pintado en tono crema, y el superior, en color lila. En este último destacan los balcones de hierro forjado, las ménsulas ornamentadas que los sostienen y las pilastras adosadas que imitan columnas clásicas. Dos de estas pilastras enmarcan en el piso superior el arco inferior de paso, reforzando su monumentalidad, mientras otra se sitúa en el extremo opuesto para equilibrar la composición.
La casa dispone de un jardín elevado con un magnolio centenario, símbolo de la propiedad desde finales del siglo XIX. En el extremo este del pazo, frente al magnolio, se alza una elegante galería acristalada. Destaca en el piso superior de la fachada, cerca del arco, el gran escudo heráldico del siglo XVII que recuerda la pertenencia del pazo a las familias más influyentes de la nobleza pontevedresa. El conjunto heráldico, conocido como Escudo de los Doce Linajes, está formado por un blasón central rodeado de otros ocho escudos. En esta piedra armera se representan más linajes que en ninguna otra de la ciudad, lo que le confiere un valor singular. Los linajes identificados son: Montenegro (con una M coronada), Sotomayor, Mariño, Cru, Aldao, Moscoso, Figueroa, Sarmiento, Lobeira, Zúñiga, Valladares y Reino. Sobre el escudo destaca un yelmo adornado por un penacho.

## Galería de imágenes

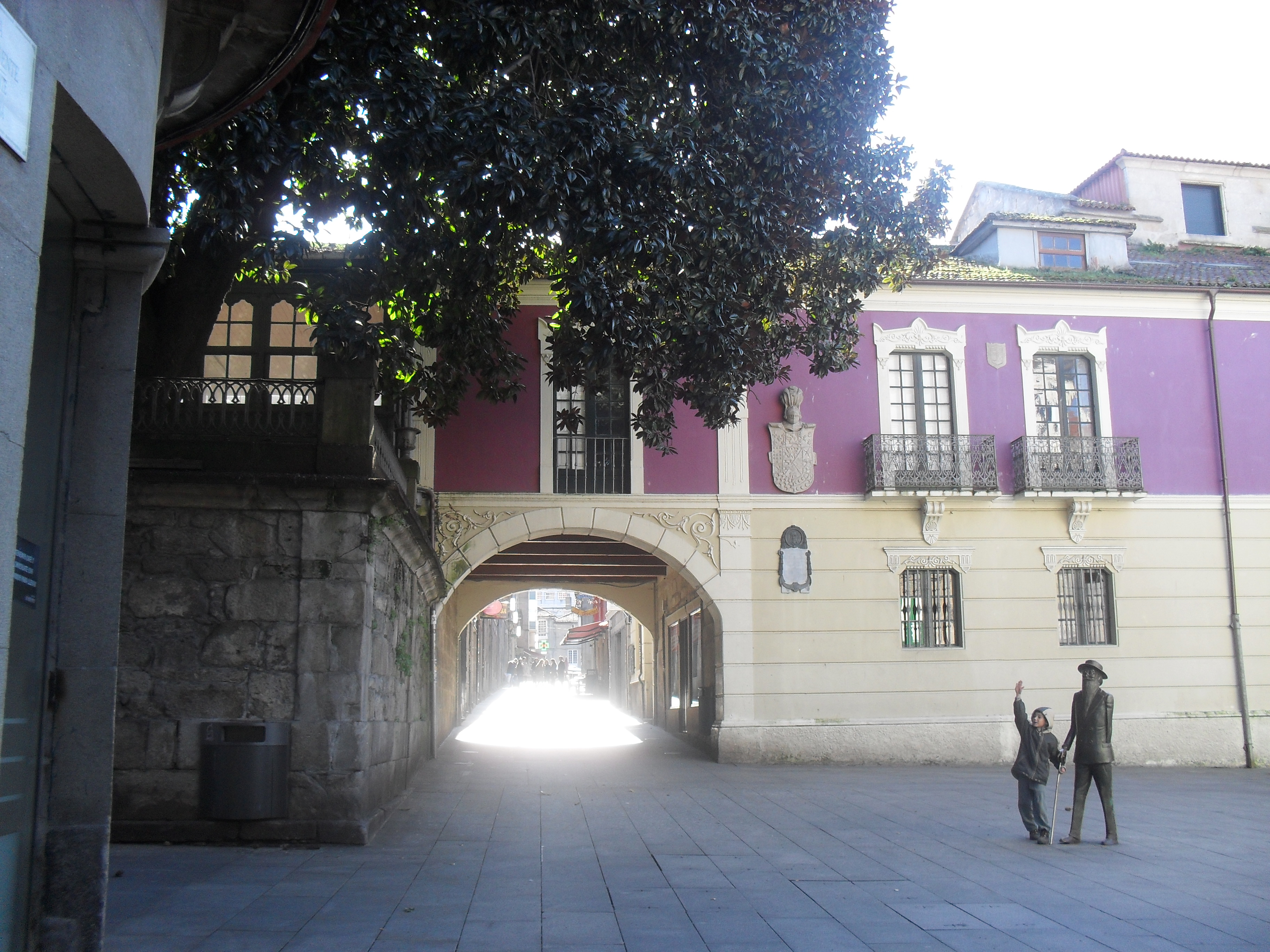
Arco del pazo y magnolio centenario
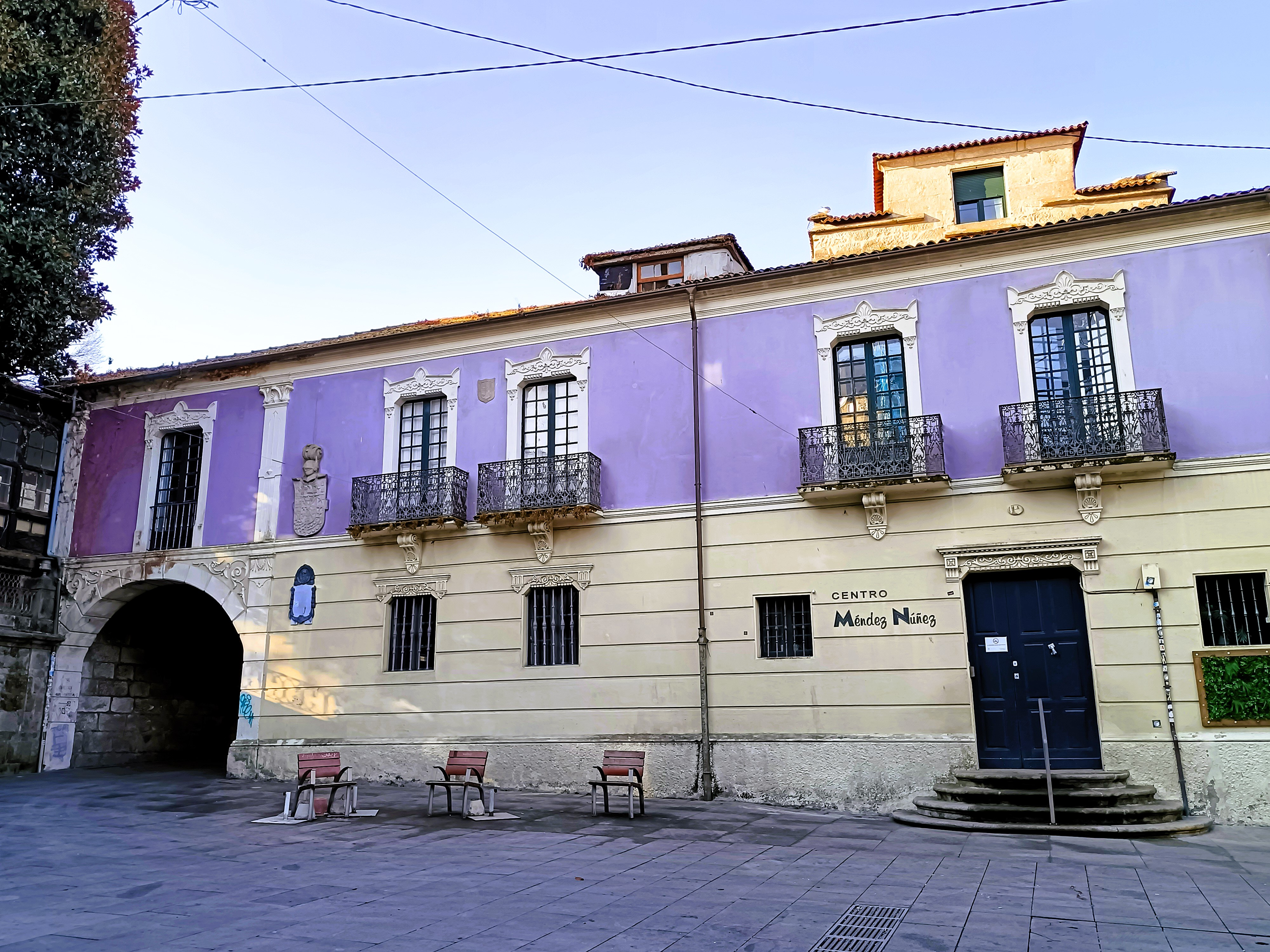
Lateral izquierdo del pazo
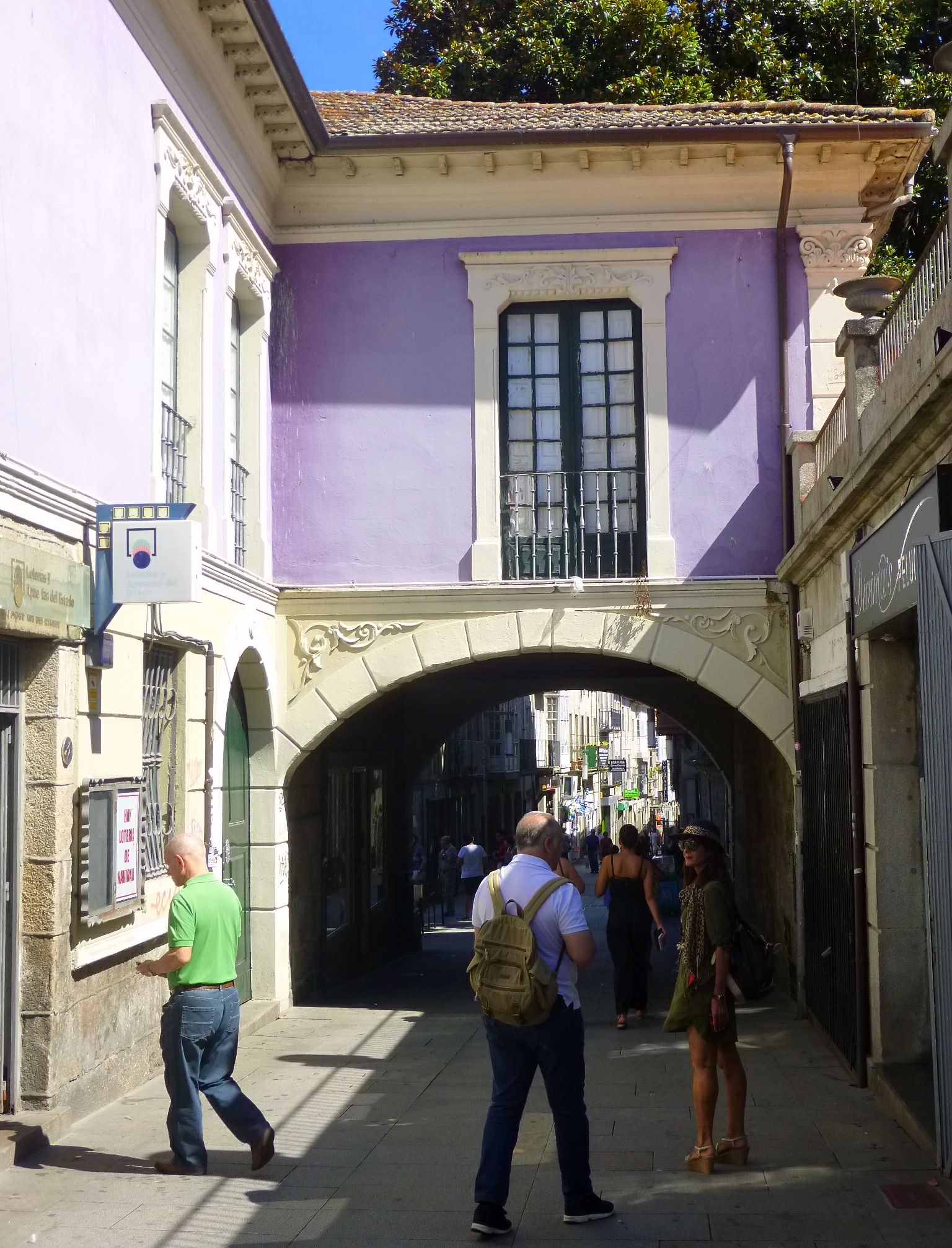
Arco del pazo en la calle Don Gonzalo
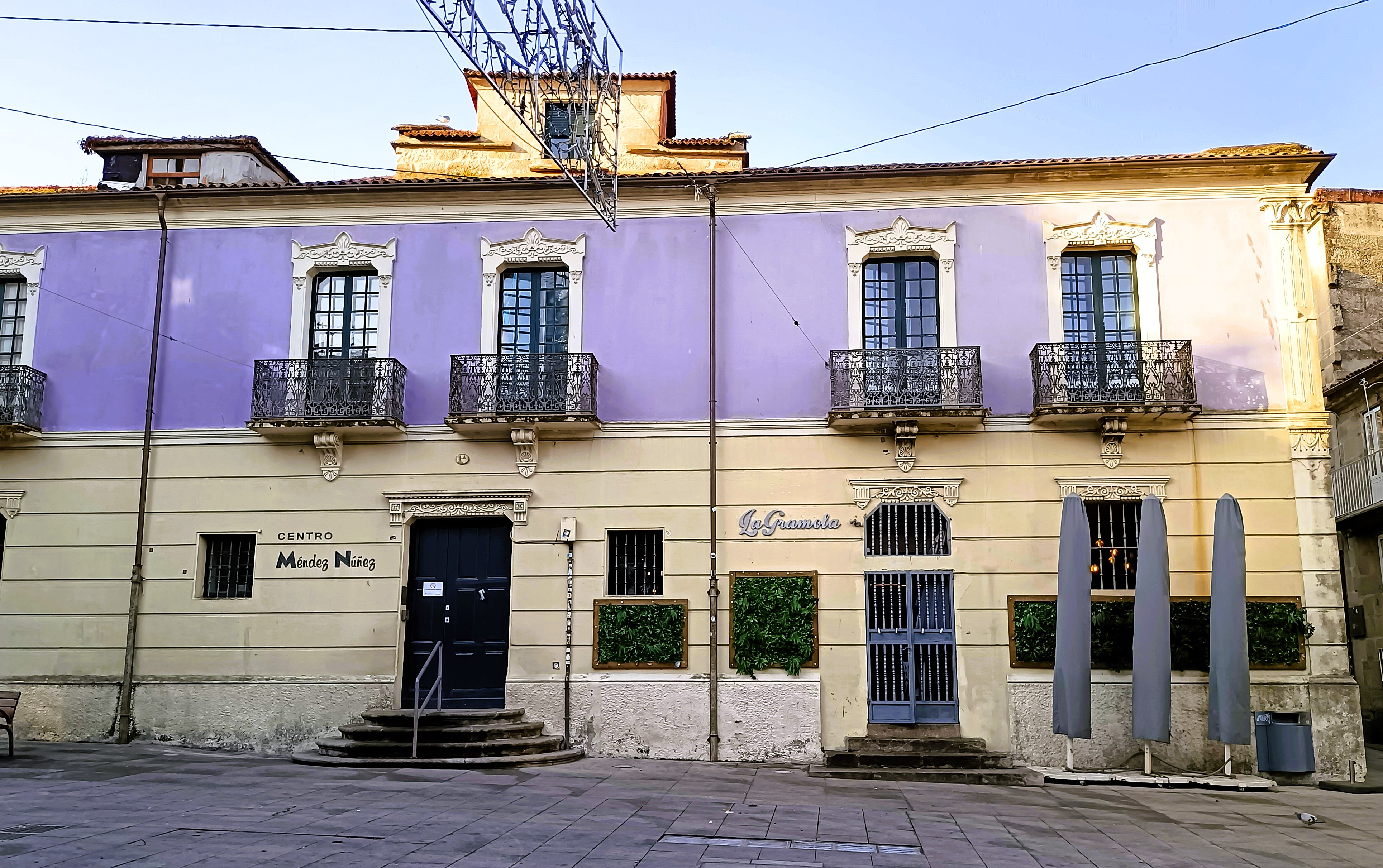
Lateral derecho del pazo
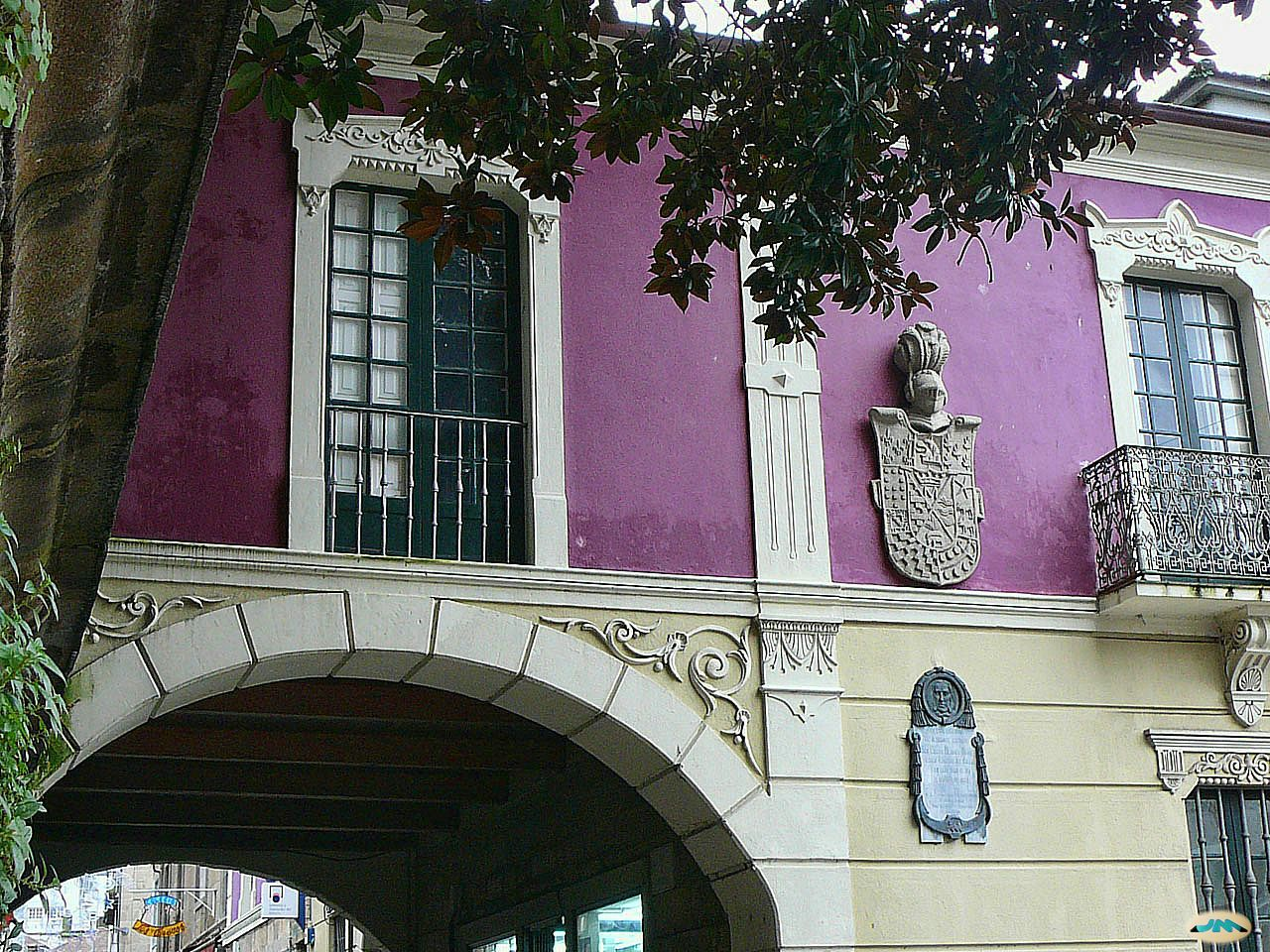
Detalle del arco del pazo